# 바배크구
바배크구(아제르바이잔어: Babək rayonu)는 아제르바이잔의 자치 공화국인 나흐츠반 자치 공화국 중부에 위치한 구로 행정 중심지는 바배크이며 면적은 1,170km2, 인구는 71,400명(1999년 기준)이다.
북쪽으로는 아르메니아, 남쪽으로는 이란과 국경을 접한다. 나흐츠반 자치 공화국의 수도인 나흐츠반을 완전히 둘러싸고 있다. 구 이름은 23년 동안 페르시아의 아바스 왕조에 대항했던 인물인 바바크 호람딘(아제르바이잔어로는 바배크 휘레미)에서 유래된 이름이다.